# 1764
1764 (MDCCLXIV) byl rok, který dle gregoriánského kalendáře započal nedělí.

## Události
- 27. března – Josef II. byl zvolen římsko-německým králem, korunován byl 3. dubna ve Frankfurtu nad Mohanem.
- květen – V jižní Francii napadla svou první oběť tzv. Gévaudanská bestie, blíže neurčená šelma.
- 16. července – Po 23 letech věznění byl zavražděn ruský car Ivan VI. Antonovič.
- 7. září – Stanislav II. August Poniatowski byl zvolen polským králem. Korunován byl 25. listopadu ve Varšavě.
- Na pozvání carevny Kateřiny II. Veliké začaly do Ruska přicházet desítky tisíc Němců.
- V americké Providence byla založena Brownova univerzita.
- byl vydán zákaz veřejného předvádění školských představení – konec školských divadel v Česku. (= konec nepraktického vzdělávání humanistického typu, nastoluje se osvícenský racionalismus = konec divadla)

### Probíhající události
- 1763–1766 – Pontiacovo povstání

## Narození

### Česko
- 1. května – Gottfried Rieger, český skladatel německé národnosti († 13. října 1855)
- 4. července – Prokop František Šedivý, spisovatel, buditel a herec († asi 1810)
- 4. srpna – Heinrich Scholz, právník a pedagog činný v Olomouci († 8. února 1839)
- 10. září – Jan Karásek, vůdce loupežnické bandy († 14. září 1809)
- 22. září – Václav Urban Stuffler, brněnský katolický biskup († 24. května 1831)

### Svět
- 17. ledna – Marie Karolína Savojská, savojská vévodkyně a saská princezna († 28. prosince 1782)
- 18. ledna – Charles Alain de Rohan, francouzský voják a šlechtic z rodu Rohanů († 24. dubna 1836)
- 13. března – Charles Grey, britský státník († 17. července 1845)
- 28. března – Nikolaj Petrovič Rezanov, ruský šlechtic a politik († 1. března 1807)
- 1. dubna – Barbara Krafftová, rakouská malířka († 28. září 1825)
- 1. dubna – plnokrevník Eclipse, nikdy neporažený závodní kůň, předek asi 80 % všech dnešních dostihových koní († 26. února 1785).
- 13. dubna – Laurent Gouvion de Saint-Cyr, francouzský generál († 17. března 1830)
- 29. dubna – Rudolf Ackermann, německý tiskař († 30. března 1834)
- 7. května – Alžběta Filipína Francouzská, francouzská princezna královské krve († 10. května 1794)
- 20. května – Johann Gottfried Schadow, německý sochař († 27. ledna 1850)
- 19. června – José Gervasio Artigas, uruguayský generál a politik († 23. září 1850)
- 9. července – Ann Radcliffová, anglická spisovatelka († 7. února 1823)
- 10. srpna – Longinus Anton Jungnitz, německý astronom, fyzik, teolog a římskokatolický duchovní († 26. června 1831)
- 13. srpna – Louis Baraguey d'Hilliers, francouzský generál († 6. ledna 1813)
- 22. srpna – Charles Percier, francouzský architekt († 5. září 1838)
- 11. září – Valentino Fioravanti, italský hudební skladatel († 16. června 1837)
- 25. září – Fletcher Christian, britský námořník a vzbouřenec († 3. října 1793)
- 3. prosince – Augusta Brunšvicko-Wolfenbüttelská, německá princezna z Hannoverské dynastie († 27. září 1788)
- 9. prosince – Charles Lennox, 4. vévoda z Richmondu, britský generál, státník a šlechtic († 28. srpna 1819)
- neznámé datum – John Mawe, anglický mineralog († 26. října 1829)

## Úmrtí

### Česko
- 15. května – Josef Bonaventura Piter, kněz a historik (* 5. listopadu 1708)

### Svět

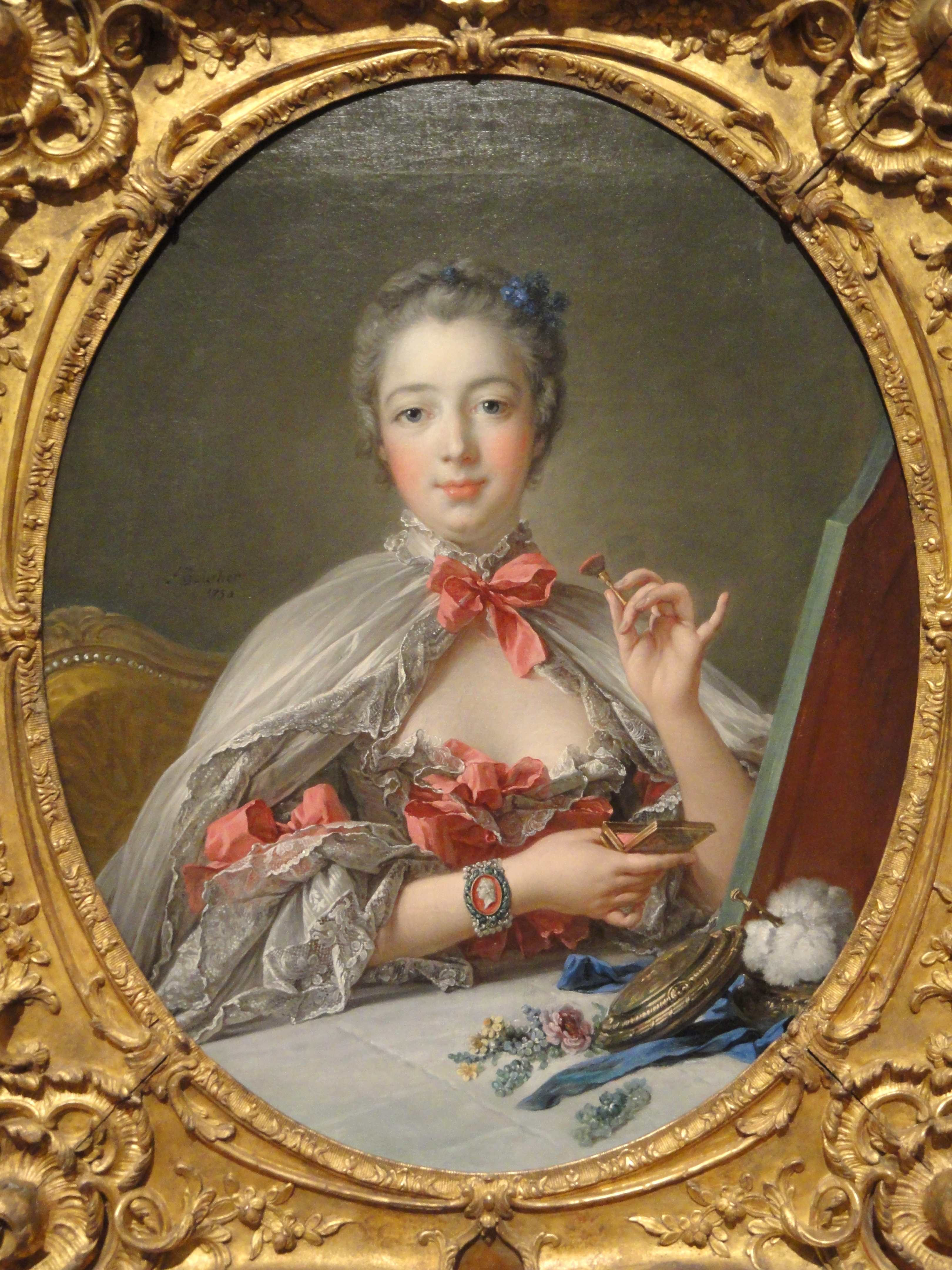
Madame de Pompadour († 15. dubna)

- 25. února – Yves-Marie André, francouzský filozof, spisovatel a matematik (* 22. května 1675)
- 6. března – Philip Yorke, 1. hrabě z Hardwicke, britský právník a zakladatel rodu Yorku (* 1. prosince 1690)
- 30. března – Pietro Locatelli, italský houslista a hudební skladatel (* 3. září 1695)
- 15. dubna] – Madame de Pompadour, francouzská markýza, milenka Ludvíka XV. (* 29. prosince 1721)
- 17. dubna – Johann Mattheson, německý hudební skladatel a hudební spisovatel (* 28. září 1681)
- 5. června – Michail Michajlovič Golicyn, ruský admirál (* 11. listopadu 1684)
- 7. června – Žofie Karolína Braniborsko-Kulmbašská, kněžna Východního Fríska (* 31. března 1705)
- 16. července – Ivan VI. Antonovič, ruský car (* 23. srpna 1740)
- 26. srpna – Benito Jerónimo Feijoo, galicijský spisovatel a učenec (* 8. října 1676)
- 2. září – Nathaniel Bliss, anglický astronom (* 28. listopadu 1700)
- 12. září – Jean-Philippe Rameau, francouzských hudební skladatel (* 25. září 1683)
- 2. října – William Cavendish, britský státník (* 8. května 1720)
- 22. října – Jean-Marie Leclair, francouzský skladatel (* 10. května 1697)
- 26. října – William Hogarth, anglický malíř a grafik (* 10. listopadu 1697)
- 20. listopadu – Christian Goldbach, německo-ruský matematik (* 18. března 1690)
- 20. prosince – Erik Pontoppidan, dánský historik, teolog a ornitolog ( 24. března 1698)
- 28. prosince – Henry Boyle, 1. hrabě ze Shannonu, britský šlechtic a státník (* 1682)
- neznámé datum – Antonio Canevari, italský architekt (* 1681)

## Hlavy států
- Francie – Ludvík XV. (1715–1774)

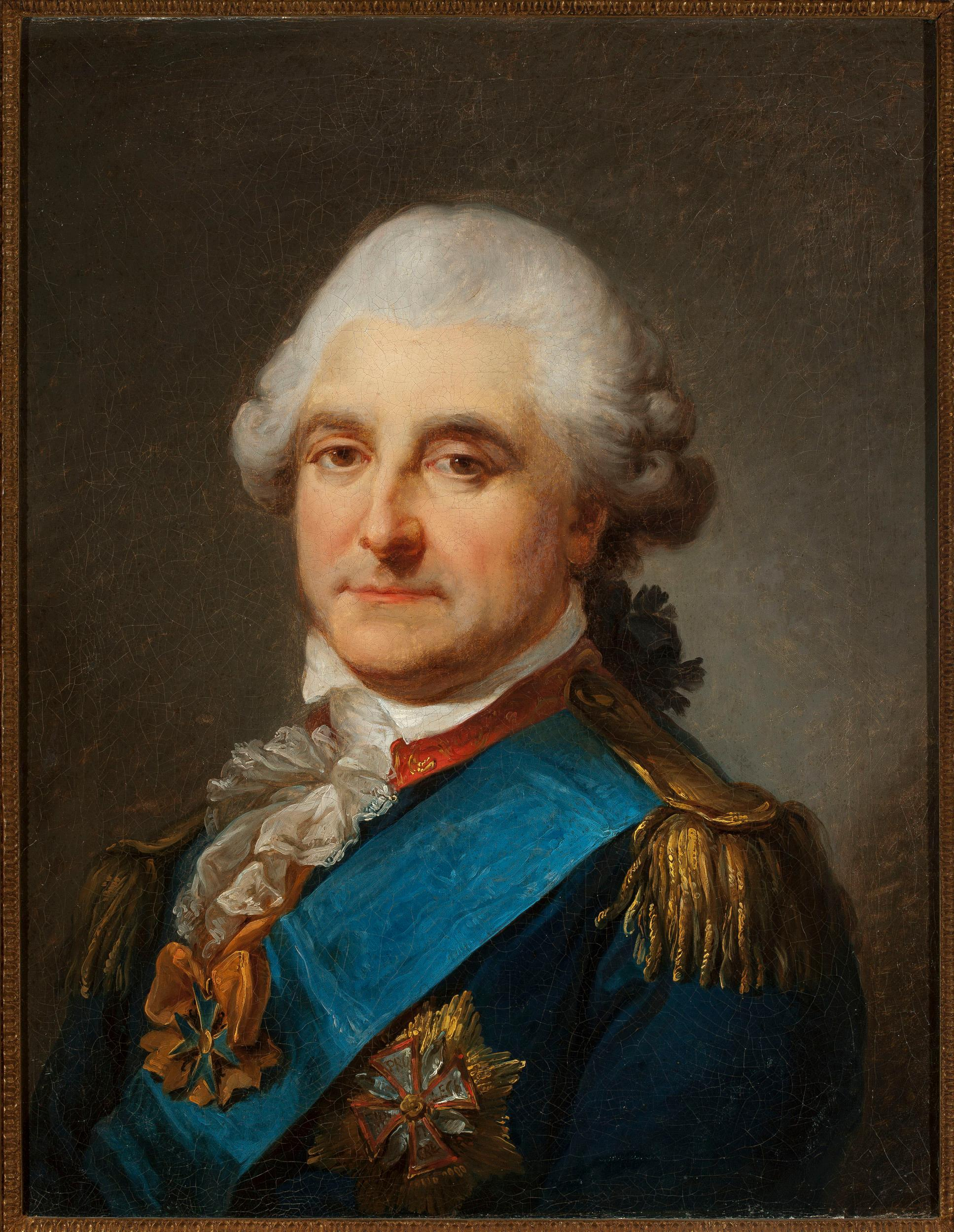
Polským králem se stal Stanislav II. August Poniatowski

- Habsburská monarchie – Marie Terezie (1740–1780)
- Osmanská říše – Mustafa III. (1757–1774)
- Polsko – Stanislav II. August Poniatowski (1764–1795)
- Prusko – Fridrich II. (1740–1786)
- Rusko – Kateřina II. Veliká (1762–1796)
- Španělsko – Karel III. (1759–1788)
- Švédsko – Adolf I. Fridrich (1751–1771)
- Velká Británie – Jiří III. (1760–1820)
- Svatá říše římská – František I. Štěpán Lotrinský (1745–1765)
- Papež – Klement XIII. (1758–1769)
- Japonsko – Go-Sakuramači (1762–1771)